# Heresia (cristianismo)
As disputas cristológicas são uma série histórica de polêmicas sobre a natureza de Jesus Cristo mantidas no seio da igreja cristã durante os primeiros séculos do florescimento do cristianismo.

## História
O ano 325 EC, no Primeiro Concílio de Niceia, assim como no primeiro Concílio de Constantinopla, em 381 EC, se estabeleceu a doutrina oficial da Igreja Católica, que abrangia todo o território do Império Romano (desde a Espanha até a Síria). Atingiu o consenso que Cristo era eterno, segundo o credo, uma encarnação divina, (chamada de "homoousios"), que significa consubstancial com Deus Pai, em uma só pessoa, porém com duas naturezas - completamente divina e completamente humana - e propósitos (ver mais abaixo). A partir desse momento, e até o século VII, sucessivos Concílios condenaram doutrinas que diferenciavam com a do credo de Niceia em matérias de ontologia em torno do Cristo. 
O período dos quatro primeiros séculos da história do cristianismo se caracterizou por disputas cristológicas. Os movimentos religiosos minoritários, qualificados como heréticos, que surgiram no segundo milênio nunca voltaram a questionar as explicações estabelecidas sobre a natureza do Cristo, e se concentraram em problemas como a simonia, hipocrisia, a burocracia, a injustiça social e a luxúria da Igreja institucional. Voltando ser assunto durante a Reforma Protestante com o aparecimento de novos movimentos. Hoje em dia especialmente o das Testemunhas de Jeová, voltam a questionar as doutrinas cristológicas adotadas no quarto século e pregam o cristianismo como supostamente pode ter sido no século I.

## Principais correntes conflitantes
Algumas das principais correntes cristãs que interagiram em disputas cristológicas nos primeiros séculos do Cristianismos foram: 
- Adocionismo, ou adocianismo: (em Portugal, adopcionismo), é a doutrina segundo a qual Jesus era um simples ser humano, elevado a uma dignidade semelhante à de Deus, logo após a sua morte. Uma visão teológica do Cristianismo Primitivo. No pensamento judaico, o messias era um ser humano escolhido por Deus na realização de seu propósito: conquistar os hebreus e torna-lhes conhecidos entre as nações. Ao mesmo tempo, o adocionismo era psicologicamente interessante para os primeiros cristãos, já que estes eram uma comunidade humilde e atrasada, e, por onde era fácil identificar-se com um herói como Jesus. Sendo humano como qualquer que fosse escolhido ("ungido") por Deus, e que por onde dava esperança de salvação aos próprios cristãos, tão humildes, ao contrário tendo Deus como seu herói Maior.
- Apolinarismo: Afirmava que no Cristo o espírito estava substituído pelo "Logos divino", com o que implicitamente negava a natureza humana completa do Redentor, um dogma católico. Foi condenado no Primeiro Concílio de Constantinopla, no ano 381 EC.
- trinitarismo: É a doutrina oficial da Igreja Católica e da maioria das denominações cristãs contemporâneas. O trinitarismo, ou trinitarismo, prega a doutrina da Santíssima Trindade, segundo a qual Jesus, o Espírito Santo e Deus Pai formariam três manifestações harmônicas do "Mistério Divino", que é Deus.
- Sabelianismo: pregado por Sabélio um bispo de Cirene, hoje Líbia. Também chamado de Modalismo, pois fala que Deus se manifesta de modos distintos, mas não possui pessoas.
- Arianismo: Condenado no Primeiro Concílio de Niceia (325 EC), o arianismo, era diretamente oposto ao apolinarismo, negava a consubstancialidade do filho (Cristo) com o Pai (Deus) e como também a doutrina da Trindade católica. Nesta visão monoteísta, Cristo era uma criatura criada como todas as outras. Favorecida primeiramente pelo Imperador Constâncio Cloro (337-361 EC), esta escola foi repelida por Teodósio I (379-395 EC). Adotada oficialmente pelo reino visigodo na Espanha até sofrer oposição pelo rei Recaredo I (589 EC), que se converteu à fé romana.
- Marcionismo: Foi uma doutrina originada no segundo século EC, pregada por Marcião, um semi-gnóstico. Ele rejeitava estritamente o Deus do Velho Testamento, Yahvé, pois o considerava violento e vingativo, uma espécie de tirano que oferecia recompensas materiais para seus adoradores. No entanto, Marcião descreveu o Deus do Novo Testamento, como um Deus perfeito, um Deus de genuíno amor e misericórdia, de bondade e de perdão.
- Monarquianismo: Foi uma doutrina originada no segundo século que não reconhecia que em Deus havia mais de uma pessoa e considerava Jesus como um simples ser humano, no entanto, aceitava seu nascimento como milagroso. Os monarquistas se dividiram em modalistas, a quem afirmaram que Cristo fosse outro homem para o mesmo Deus ou uma emanação do Logos divino encarregado de transmitir sua mensagem, patripasianistas, a quem sustentavam que foi o mesmíssimo Deus Pai quem havia vindo a terra e havia morrido.
- Monofisismo ou eutiquianismo: Afirma que em Cristo existe uma só natureza: a divina.
- Nestorianismo: Proposta pela primeira vez no quinto século EC, esta doutrina afirmava que no "Verbo" (Jesus Cristo, tal como está descrito no evangelho de João 1:1) existiam duas pessoas: a divina (cristo, filho de Deus) e a humana (Jesus, filho de Maria). No madeiro, por outro lado, só havia morrido um humano. Para o catolicismo, em contraste, o Filho era uma só pessoa das três que integram a Trindade. Foi condenada no Concílio de Éfeso (431 EC). Atualmente os cristãos assírios, no Iraque, mantiveram esta crença. Essa doutrina atualmente é sustentada pela Igreja Assíria do Oriente e pela Fraternidade Rosacruz de Max Heindel.
- Origenismo: Proscrita no Segundo Concílio de Constantinopla (533 EC), afirmava a imortalidade da alma humana (o catolicismo nessa época afirmava que a alma só é criada no momento da concepção biológica) Uma dessas almas havia sido a do Cristo, que se encarnou com o objetivo de proporcionar a salvação aos homens.
- Priscilianismo: Agostinho, Turíbio de Astorga, papa Leão o Grande e Orósio difundiram a ideia que Prisciliano, um pregador do quarto século EC baseado nos ideais de austeridade e pobreza, tido como herético por supostamente por negar o dogma da Trindade, a encarnação do Verbo, atribuição que Jesus havia tido um corpo falso e maniqueísmo. Essas atribuições levaram a sua condenação no Sínodo de Braga em 563. Em 1885 Georg Schepss descobriu na Universidade de Würzburg alguns manuscritos de Prisciliano e provou que as acusações eram falsas e que a teologia dele modernamente seria consideradas ortodoxas.

## Desde a Reforma
Desde da Reforma Protestante, podemos citar outras correntes com semelhantes crenças, como por exemplo os seguintes: 
- Servetismo: originado pelo teólogo e cientista espanhol Miguel Servet, quem em 1531 EC publicou "De Trinitais erroribus" ("Os erros sobre a Trindade") - obra na qual contradizia  as alegadas verdades bíblica do dogma trinitario estabelecido no Primeiro Concílio de Niceia que dizia que o Filho é o fruto da união do Logos divino com a pessoa de Jesus, nascido por meio de sua mãe Maria milagrosamente. Portanto, segundo Servet, o Filho não é eterno nem é uma pessoa da Trindade, cuja existência nega veementemente definindo-a como "três fantasmas", o "Cão Cérbero de três cabeças",  e define aos que crêem em tal doutrina como "triteístas".
- socinianismo: Difundido pelo pensador e reformista italiano chamado, Fausto Socino, se inspirou em algumas ideias de seu tio Lélio. Fausto foi um dos italianos entusiasmado pelos escritos de Miguel Servet, que sentiu-se movido, a examinar a doutrina da Trindade e concluiu que esta não tinha base na Bíblia.  Então forçosamente sensibilizado Fausto pouco a pouco decidiu deixar para trás sua vida cômoda como homem da corte, compartilhando suas doutrinas com outros. Segundo a história, perseguido pela Santa Inquisição Católica, Lélio Socini viajou para o norte. Chegando á Polônia, ele encontrou um grupo de anabatistas, apelidados de "Os irmãos. . . que rejeitaram a Trindade".  Assim, ele fixou residência na cidade polonesa, Cracóvia e ali começou a escrever em defesa da causa deles. Fausto Socino, foi antitrinitário e considerava que em Deus havia uma única pessoa e que Jesus de Nazaré foi só um homem, nascido milagrosamente por vontade divina. Segundo esta confissão, a missão de Jesus na terra foi transmitir o propósito do Pai tal como havia sido revelada, e após sua execução foi ressuscitado por Deus e elevado aos céus, onde adquiriu a imortalidade e onde reina sobre o mundo desde então.
- Irmãos Polacos: grupo racionalista polonês anti-trinitário que foram precursores do iluminismo.
- Igreja Unitária Magiar: fundada em 1568 por Fransisc Dávid, possui congregações na Hungria e Transilvânia. O Unitarianismo Magiar crê que Jesus foi gerado por Deus e glorificado, mas não deve ser adorado.
- Unitarianismo: Na Inglaterra doutrinas anti-trinitárias apareceram desde 1548 como John Assheton. George van Parris (1551), Patrick Pakingham (1555), Matthew Hamont (1579), John Lewes (1583), Peter Cole (1587),Francis Kett (1589), Legate (1612), Edward Wightman (1612) foram queimados por professar doutrinas unitárias. Em 1648 negar a Trindade foi considerado crime capital. Mas dois anos depois um certo John Knowles foi um pregador leigo ativo em Chester. Em  1712 Samuel Clarke iniciou uma polêmica ao publicar  Scripture Doctrine of the Trinity e depois a ideia teria influenciado Isaac Newton. Pregadores congregacionalistas como Joseph Priestley (1733-1804) e Thomas Belsham (1750-1829) e anglicanos como Theophilus Lindsey (1723-1808) organizaram congregações unitárias em 1773 na Inglaterra. Ao mesmo tempo nas colônias inglesas na América do Norte a Igreja Congregacional passava por um cisma, que teve como figuras influentes Charles Chauncy (1705–1787), William Ellery Channing (1780–1842) e os presidentes John Adams e John Quincy Adams. Mais tarde a Associação Unitária Universalista tornou-se não-credal, não-dogmática e próxima do agnosticismo.
- Testemunhas de Jeová: embora sejam cristãs não apoiam alguns dos ensinos da cristandade em geral, pois segundo elas, alguns se baseiam nos cultos pagãos do Oriente Médio. Afirmam ainda que, Jesus Cristo, é o Filho de Deus, que teve uma vida pré-humana nos céus como a primeira criação de Deus, (Col. 1:15) e, que durante seu período na terra foi um homem perfeito, equivalente à alma perdida do primeiro homem, Adão (1 Cor 15:45) e não Deus Todo-Poderoso em forma de homem. E que ele foi morto numa estaca de tortura, como supostamente eram executados os criminosos comuns no Império Romano e voltou à sua primeira condição espiritual quarenta dias depois de sua ressurreição e que reina nos céus atualmente.
- Pentecostais do Nome de Jesus: - surgido em 1913, acredita que Deus possui três manifestações (sabelianismo), sendo os termos Pai, Filho e Espírito Santo meros nomes.

## Doutrinas unitárias
O arianismo, o marcionismo, o monarquismo e o socinianismo, assim como as Testemunhas de Jeová, conservam doutrinas unitárias no sentido geral do termo.